# セコムジャスティック秋田
セコムジャスティック秋田株式会社（せこむじゃすてぃっくあきた）は、秋田県秋田市に本社を置く常駐警備専門の警備会社。

## 概要
1989年にセコムが全額出資し設立。セコムが秋田県内で行っていた常駐警備業務を移管して業務を開始。現在は、秋田県全域と山形県の一部を営業エリアとし、スーパーやデパート、企業、学校など29箇所の常駐警備業務を行っている。
2010年代にセコムスタティック東北に吸収合併し、同社の秋田支店となる。

## 沿革
- 1989年（平成元年）12月 - 株式会社ジャスティック秋田として設立。
- 2000年（平成12年）4月 - セコムジャスティック秋田株式会社に商号変更。
- 2010年代 - セコムスタティック東北に吸収合併。

## 主たる契約先
- 北都銀行本店 - 常駐警備業務を受託
- イオン能代店 - 常駐警備業務を受託
- イオン酒田南店 - 常駐警備業務を受託